# Theophilos (hoàng đế)
Theophilos (tiếng Hy Lạp: Θεόφιλος; 813 – 20 tháng 1, 842) là Hoàng đế Đông La Mã từ năm 829 cho đến khi ông qua đời năm 842. Ông là vị hoàng đế thứ hai của triều đại Amoria và là vị hoàng đế cuối cùng ủng hộ bài trừ thánh tượng. Đích thân Theophilos ngự giá thân chinh thảo phạt người Ả Rập trong suốt phần đời còn lại của mình bắt đầu từ năm 831.

## Tiểu sử

### Thiếu thời

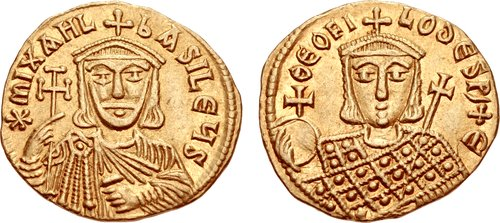
Theophilos trên một đồng tiền xu của phụ hoàng Mikhael II, người sáng lập triều đại Phrygia.

Theophilos là con trai của Hoàng đế Mikhael II và Hoàng hậu Thekla, và là con đỡ đầu của Hoàng đế Leon V gốc Armenia. Mikhael II đã phong cho Theophilos làm đồng hoàng đế vào năm 822, ngay sau khi ông lên ngôi. Không giống như phụ hoàng, Theophilos từ thuở nhỏ đã được thừa hưởng một nền giáo dục sâu rộng từ nhà văn phạm học Ioannes Hylilas, và cũng là một người cực kỳ ngưỡng mộ âm nhạc và nghệ thuật. Ngày 2 tháng 10 năm 829, Theophilos kế vị cha mình với tư cách là hoàng đế duy nhất.
Theophilos vẫn tiếp tục phong trào bài trừ thánh tượng từ các tiên đế, dù không có giọng điệu hòa giải hơn phụ hoàng, ông liền ban hành một sắc lệnh vào năm 832 nghiêm cấm việc tôn kính các biểu tượng tôn giáo. Đồng thời tự nhận mình như là người bênh vực cho công lý mà cung cách hành xử một cách phô trương nhất bằng cách xử tử ngay lập tức những kẻ đồng lõa của phụ hoàng chống lại Leon V từ sau khi kế vị. Danh tiếng về hoàng đế trong vai trò như một vị quan tòa nhẫn nại và trong tác phẩm văn học Timarion Theophilos xuất hiện như là một trong những thẩm phán chốn Âm phủ.

### Chiến tranh chống lại người Ả Rập

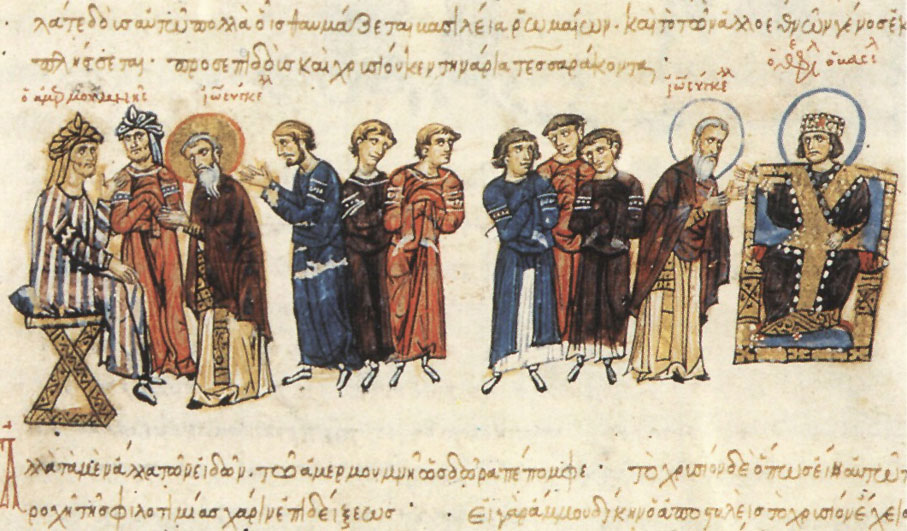
Đoàn sứ giả của Ioannes Grammatikos do Theophilos (mô tả bên phải) phái tới chỗ Ma'mun (mô tả bên trái) vào năm 829.

Kể từ lúc lên ngôi hoàng đế. Theophilos đã buộc phải tiến hành chiến tranh chống lại người Ả Rập trên cả hai mặt trận. Sicilia lại một lần nữa rơi vào tay quân Ả Rập, thủ phủ Palermo bị đánh chiếm trong một đợt vây hãm kéo dài vào năm 831, dẫn tới việc thành lập Tiểu Vương quốc Sicilia và dần dần tiếp tục bành trướng thế lực trên khắp hòn đảo. Đích thân hoàng đế đã thống lĩnh một đạo quân xâm nhập xứ Anatolia của khalip nhà Abbasid Al-Ma'mun vào năm 830 nhưng phía Đông La Mã bị đánh bại và chịu để mất thêm vài cứ điểm nữa. Năm 831, Theophilos đã trả đũa bằng cách dẫn một đội quân lớn tiến vào Cilicia và chiếm cứ Tarsus. Hoàng đế quay trở về Constantinopolis trong niềm hân hoan chiến thắng, nhưng sang mùa thu thì bị đánh bại ở Cappadocia. Một thất bại trong cùng một tỉnh vào năm 833 đã buộc Theophilos phải chọn cách cầu hòa (với điều kiện là chịu nộp 100.000 dinar vàng và thả 7.000 tù binh), mà sang năm tới mới thực hiện được, nhất là từ sau cái chết của Al-Ma'mun.
Trong khoảng thời gian đình chiến với nhà Abbasid, Theophilos đã dự trù việc bắt cóc những tù nhân Đông La Mã được vua Krum xứ Bulgaria đưa tới định cư ở phía bắc sông Danube. Hoạt động giải cứu được tiến hành với sự thành công vào khoảng năm 836, và nền hòa bình giữa Bulgaria và Đế quốc Đông La Mã đã mau chóng phục hồi. Tuy vậy, Đông La Mã khó mà duy trì hòa bình ở miền Đông. Dù Theophilos có cung cấp nơi ăn chốn ở cho những người tị nạn từ miền đông vào năm 834, bao gồm cả Nasr, một người Ba Tư. Hoàng đế còn làm lễ rửa tội cho Theophobos, đã kết hôn với người dì của Hoàng đế là Irene và trở thành một trong những tướng lĩnh của ông. Khi quan hệ với nhà Abbasid dần xấu đi, Theophilos đã chuẩn bị cho một cuộc chiến tranh mới.

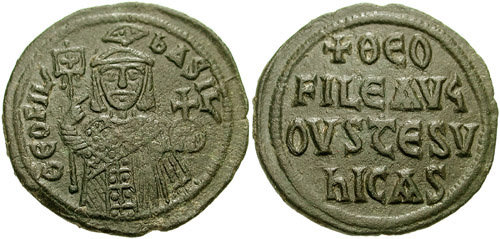
Follis kiểu mới, được đúc với số lượng lớn trong lễ kỷ niệm chiến thắng của Theophilos trong cuộc chiến với người Ả Rập từ khoảng năm 835. Trên bề mặt đồng xu ông được miêu tả trong trang phục khải hoàn, đang mặc bộ toupha, và mặt bên kia là những lời tung hô theo truyền thống "Theophilos Augustus, nhà chinh phục".

Năm 837 Theophilos tự mình dẫn một đạo quân lớn lên tới 70.000 người tiến về phía Lưỡng Hà và chiếm được Melitene và Arsamosata. Hoàng đế cũng chiếm và phá hủy Zapetra (Zibatra, Sozopetra), mà một số nguồn tài liệu cho đó là nơi sinh của khalip al-Mu'tasim. Theophilos ca khúc khải hoàn trở về Constantinopolis. Vì muốn chóng báo thù, Al-Mu'tasim liền tập hợp một đội quân lớn và phát động một cuộc xâm lược chia làm hai mũi nhọn vào Anatolia năm 838. Theophilos quyết định tấn công một bộ phận của quân đội khalip trước khi họ có thể hợp lại. Ngày 21 tháng 7 năm 838, trong trận Anzen ở Dazimon, đích thân Theophilos thống lĩnh một đạo quân Đông La Mã gồm 25.000 đến 40.000 người giao tranh với quân đội dưới quyền chỉ huy của al-Afshin. Afshin trụ vững trước những đợt tấn công của quân Đông La Mã, đã hạ lệnh phản công và giành lấy thắng lợi. Tàn quân Đông La Mã rút lui trong hỗn loạn và không dám ngăn cản vào chiến dịch tiếp theo của khalip.
Al-Mu'tasim chiếm được Ancyra, và al-Afshin gia nhập vào đoàn quân của ông. Toàn bộ quân đội Abbasid trước tiên tiến đánh Amorium, nơi phát tích của triều đại. Ban đầu quân Ả Rập vấp phải phản kháng quyết liệt. Rồi sau một tên tù binh Hồi giáo trốn thoát và chạy tới báo cho khalip chỗ tường thành chỉ có một lớp phía trước. Al-Mu'tasim liền tập trung hỏa lực bắn phá dữ dội khiến một đoạn tường thành bị vỡ tan tạo cơ hội cho quân Ả Rập tràn vào. Dù lực lượng thủ thành đã anh dũng cầm cự trong năm mươi lăm ngày rốt cuộc thành phố cũng rơi vào tay al-Mu'tasim vào ngày 12 hoặc 15 tháng 8 năm 838.
Năm 838, nhằm gây ấn tượng với Khalip ở Baghdad, Theophilos đã cử Thượng phụ Đại kết thành Constantinopolis là Ioannes Grammatikos tới phân phát 36.000 đồng nomismata cho cư dân thành Baghdad tiêu xài thoải mái. Khoảng năm 841, nước Cộng hòa Venezia đã phái một hạm đội 60 tàu galley (mỗi chiếc chở được 200 người) để trợ giúp quân Đông La Mã đánh đuổi người Ả Rập ra khỏi Crotone, nhưng không thành công.
Trong chiến dịch này Al-Mu'tasim tình cờ phát hiện ra rằng một số tướng lĩnh hàng đầu của ông có ý đồ phản nghịch. Nhiều người trong số tướng lĩnh hàng đầu đã bị bắt giữ và một số bị xử tử ngay trước khi ông trở về. Al-Afshin xem ra chẳng có dính líu gì trong việc này, nhưng những mưu tính khác của ông lại bị phát giác để đến nỗi phải chết trong tù vào mùa xuân năm 841. Khalip al-Mu'tasim ngã bệnh vào tháng 10 năm 841 và qua đời vào ngày 5 tháng 1 năm 842, kết thúc cuộc chiến tranh khốc liệt giữa Đông La Mã và nhà Abbasid.

### Quan hệ với Bulgaria và Serbia

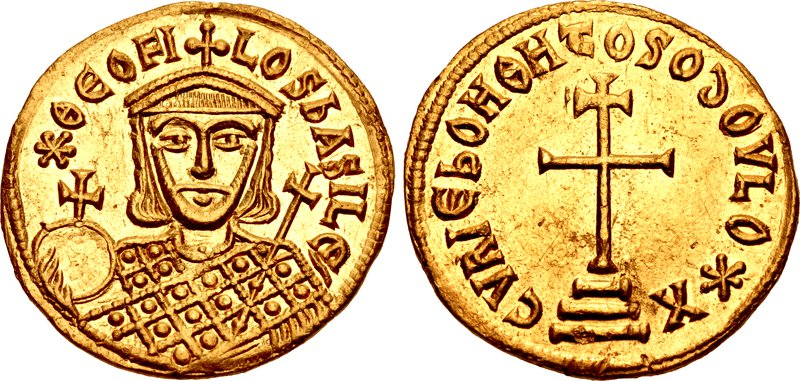
Hình ảnh của Theophilos trên một đồng xu vàng solidus.

Năm 836, từ sau khi mãn hạn hòa ước 20 năm giữa Đế quốc Đông La Mã và Bulgaria, Theophilos đã xua quân tàn phá vùng biên giới Bulgaria. Người Bulgaria bèn trả đũa lại, và dưới sự lãnh đạo của Isbul họ đã tiến quân tới gần Adrianopolis. Vào lúc này, nếu không phải trước đó, người Bulgaria đã sáp nhập Philippopolis (Plovdiv) và các vùng lân cận. Khan Malamir lâm trọng bệnh qua đời vào năm 836.
Nền hòa bình giữa người Serb, foederati của Đông La Mã và người Bulgar kéo dài cho đến năm 839. Vlastimir xứ Serbia đã thống nhất một số bộ lạc và Serbia được Theophilos ban cho độc lập; đổi lại Vlastimir phải thừa nhận cương vị chúa tể trên danh nghĩa của Hoàng đế. Việc sáp nhập miền Tây xứ Makedonia của người Bulgar đã làm thay đổi tình hình chính trị tại nơi đây. Malamir hoặc người thừa kế của ông có thể đã nhận thấy một mối đe dọa trong việc củng cố của người Serb và chọn cách khuất phục họ giữa công cuộc chinh phục các vùng đất của dân Slav. Một nguyên nhân khác có thể là do phía Đông La Mã muốn hướng sự chú ý để họ có thể rảnh tay đối phó với các cuộc nổi dậy của người Slav tại bán đảo Peloponnesus, hàm ý rằng họ muốn dùng người Serb để kích động chiến tranh. Người ta cho rằng chính sự mở rộng nhanh chóng của người Bulgar lên lãnh thổ Slav đã thúc đẩy người Serb hợp nhất thành một quốc gia.
Khan Presian I (trị vì 836–852) đột nhiên kéo quân xâm chiếm lãnh thổ Serbia vào năm 839 dẫn đến cuộc chiến tranh kéo dài ba năm giữa hai dân tộc Bulgaria và Serbia. Kết cuộc là Vlastimir xứ Serbia đã giành chiến thắng và Presian đại bại hoàn toàn, chẳng những không chiếm được đất đai nào cả mà đại quân còn bị tổn thất nghiêm trọng. Sở dĩ người Serb đại thắng là vì biết tận dụng lợi thế chiến thuật tại các ngọn đồi, vậy nên quân đội của Vlastimír mới có thể đánh đuổi quân xâm lược ra khỏi bờ cõi. Chiến tranh kết thúc vừa đúng lúc Theophilos qua đời, đã giải thoát Vlastimir khỏi những nghĩa vụ của ông đối với Đế quốc Đông La Mã.

### Cái chết và di sản
Thể trạng của Theophilos ngày càng yếu dần và ông qua đời lặng lẽ vào ngày 20 tháng 1 năm 842. Theophilos đã cho gia cố các bức tường thành của Constantinopolis và xây dựng một bệnh viện vẫn tiếp tục tồn tại cho đến buổi hoàng hôn của Đế quốc Đông La Mã.

## Gia đình

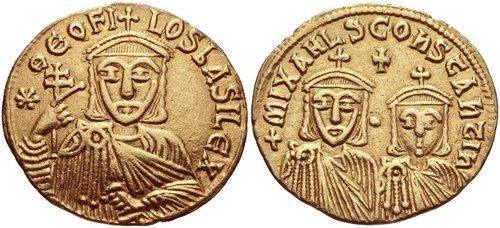
Solidus khắc họa Theophilos, với phụ hoàng Mikhael II và trưởng nam Konstantinos ở mặt trái.

Theophilos có với hoàng hậu Theodora bảy đứa con:
- Konstantinos, đồng hoàng đế từ khoảng năm 833 cho tới khi mất vào khoảng năm 835.
- Mikhael III, kế vị làm hoàng đế.
- Maria, gả cho Caesar Alexios Mousele.
- Thekla, từng là tình nhân của hoàng đế Basileios I gốc Makedonia.
- Anna
- Anastasia
- Pulcheria